# Сефер Гази

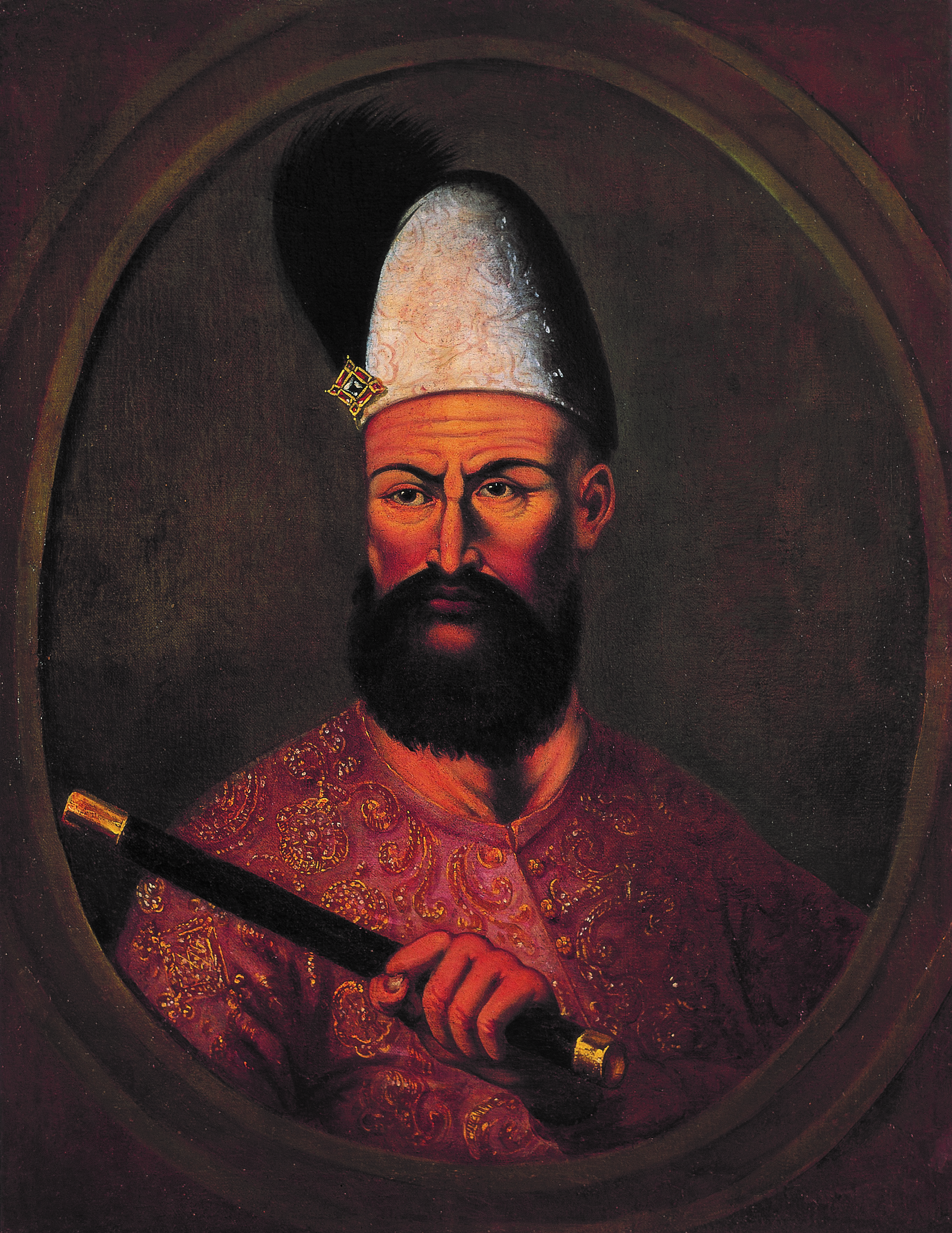
Сефер Гази ага

Сефер Гази ага (крим. Sefer Ğazı, Seferğazi ağa) (*невідомо — †1664) — кримський візир часів Ісляма III Ґерая та Мехмеда IV Ґерая (останній на той час удруге обійняв посаду хана). Виконував функції візира протягом 1644—1664 років (з перервою у 1645—46).
Сефер Гази є одним з найвидатніших візирів Кримського ханства. Саме йому у великій мірі завдячував своїм перебуванням на ханському троні Іслям III Ґерай.

## Політична діяльність

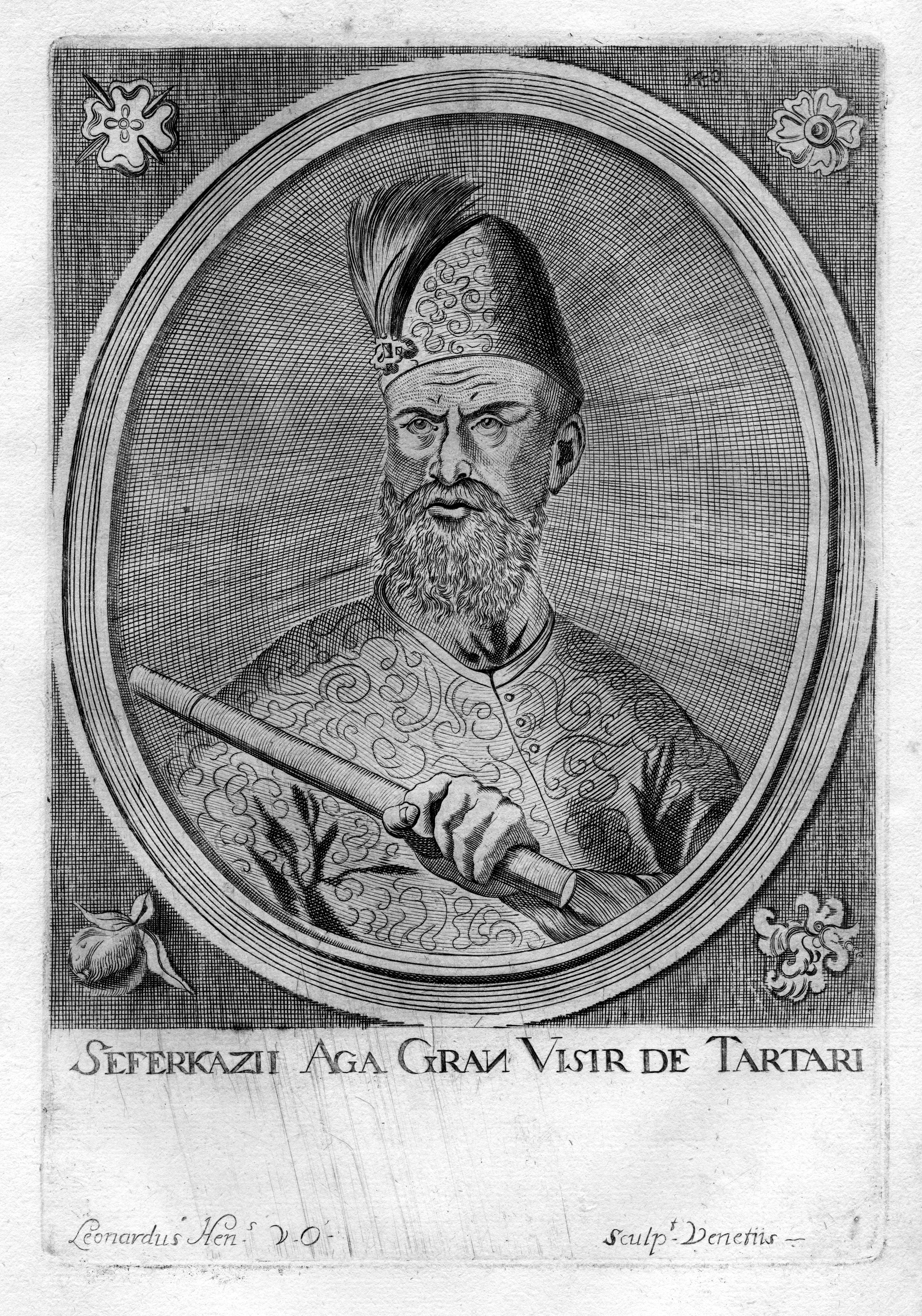
Сефер Гази ага (гравюра; ймовірно, авторства Леонарда Генрика ван Оттерена)

Ставши правителем Кримського ханства у 1644, Іслям III Ґерай назначив Сефера Гази (який протягом 1635—37 працював конюхом у калги тодішнього хана Інаєт Ґерая — Гюсам Ґерая, а з 1637 обіймав посаду візира тоді ще калги Ісляма Ґерая) на посаду візира — на знак подяки за агітацію та вчинені ним інтриги. Протягом майже двадцяти років перебування на цій посаді Сефер Гази багато зробив для розвитку Кримської держави, у тому числі завдяки йому було збудовано ряд мечетей, лазень, палаців тощо. У 1645 підтримав повстання беїв проти Ісляма ІІІ, через що був ув'язнений та засуджений до смертної кари. Однак завдяки своїй спритності вийшов на волю та поновився на посаді візира. Удача відвернулася від нього за часів правління Мехмеда IV: за сприяння опозиції Сефера Гази було страчено за наказом хана у 1664.
У 1649 брав участь у битві під Зборовом.
Під час перебування на посаді візира Сефер Гази був фактичним правителем Кримського ханства; він зумів досягти для своєї держави високих позицій на міжнародній арені. Будучи обдарованою та розумною людиною, він досяг великих кар'єрних успіхів попри не найкраще своє походження (представник дрібної татарської шляхти).

## Титул
В Османській імперії титул візира дорівнював нинішньому міністрові, у Кримському ханстві він включав у себе ширші повноваження та дорівнював нинішньому прем'єр-міністрові. Функції візира у Кримському ханстві виконував карача.